# Blaine Gabbert
Blaine Williamson Gabbert (* 15. Oktober 1989 in Ballwin, Missouri) ist ein US-amerikanischer American-Football-Spieler auf der Position des Quarterbacks. Er spielt zurzeit für die Kansas City Chiefs in der National Football League (NFL).

## Jugend
Blaine Williamson Gabbert wurde am 15. Oktober 1989 in Ballwin, Missouri geboren und besuchte dort die Parkway West High School.

## College
Gabbert spielte drei Jahre College Football für die University of Missouri. Er erzielte in 31 Spielen (26 von Beginn an als Starter) 6.822 Yards und 40 Touchdowns im Passspiel.

## NFL

### Jacksonville Jaguars
Die Jacksonville Jaguars wählten Blaine Gabbert in der ersten Runde des NFL Drafts 2011 als zehnten Spieler aus. Sie tauschten ihre Draftrechte in der ersten (16. Pick) und der zweiten Runde gegen das Draftrecht der Washington Redskins, um Gabbert mit dem zehnten Pick auszuwählen. Die Redskins wählten mit den beiden Draftrechten den Defensive End Ryan Kerrigan (mit dem 16. Pick) und nach vier weiteren Trades des Zweitrundendraftrechts (und eines weiteren Picks (144.) in der 5. Runde) mit den Indianapolis Colts, den Chicago Bears, den Miami Dolphins und den Houston Texans den Wide Receiver Leonard Hankerson (als 79. Spieler), den Runningback Roy Helu (105.), den Safety Dejon Gomes (146.), den Wide Receiver Aldrick Robinson (178.) und den Offensive Tackle Maurice Hurt (217.).
Gabbert unterschrieb einen Vierjahresvertrag über 12 Millionen US-Dollar. Nachdem der vormalige Starting-Quarterback, David Garrard, in der Preseason entlassen wurde und der neue Starter, Luke McCown, in den ersten beiden Spielen schlecht spielte, kam Gabbert bereits im zweiten Spiel der Regular Season zu seinem ersten Einsatz und war ab der dritten Woche der neue Starting-Quarterback der Jaguars. Am Ende der Saison 2011 war er der jüngste Quarterback in der Geschichte der NFL, der 14 Spiele als Starter spielte.
In seiner zweiten Saison spielte Gabbert die ersten zehn Spiele von Beginn an und musste danach wegen einer Verletzung seine Saison vorzeitig beenden.
In der Saison 2013 kam Gabbert nur noch in drei Spielen für die Jaguars zum Einsatz.

### San Francisco 49ers
Nach der Saison tauschten die Jaguars Blaine Gabbert für einen Draftpick in der sechsten Runde zu den San Francisco 49ers, die ihn als Backup für Colin Kaepernick verpflichteten. Die Jaguars wählten mit dem Draftrecht den Center Luke Bowanko.
In der Saison 2014 kam er nur in einem Spiel zum Einsatz, wurde aber vor dem neunten Spiel der Saison 2015, nach enttäuschenden Leistungen der Offense unter Quarterback Colin Kaepernick, zum Starting-Quarterback ernannt. Während der Saison 2016 verlor er dieses Amt jedoch wieder an Colin Kaepernick.

### Arizona Cardinals
Am 11. Mai 2017 unterschrieb Gabbert einen Einjahresvertrag bei den Arizona Cardinals. Dort begann er nach Verletzungen von Carson Palmer und Drew Stanton fünf Spiele von Beginn an, bevor er wieder auf die Bank gesetzt und durch Stanton ersetzt wurde. In den fünf Spielen warf er Pässe für 1086 Yards und erzielte dabei 6 Touchdowns bei 6 Interceptions.

### Tennessee Titans

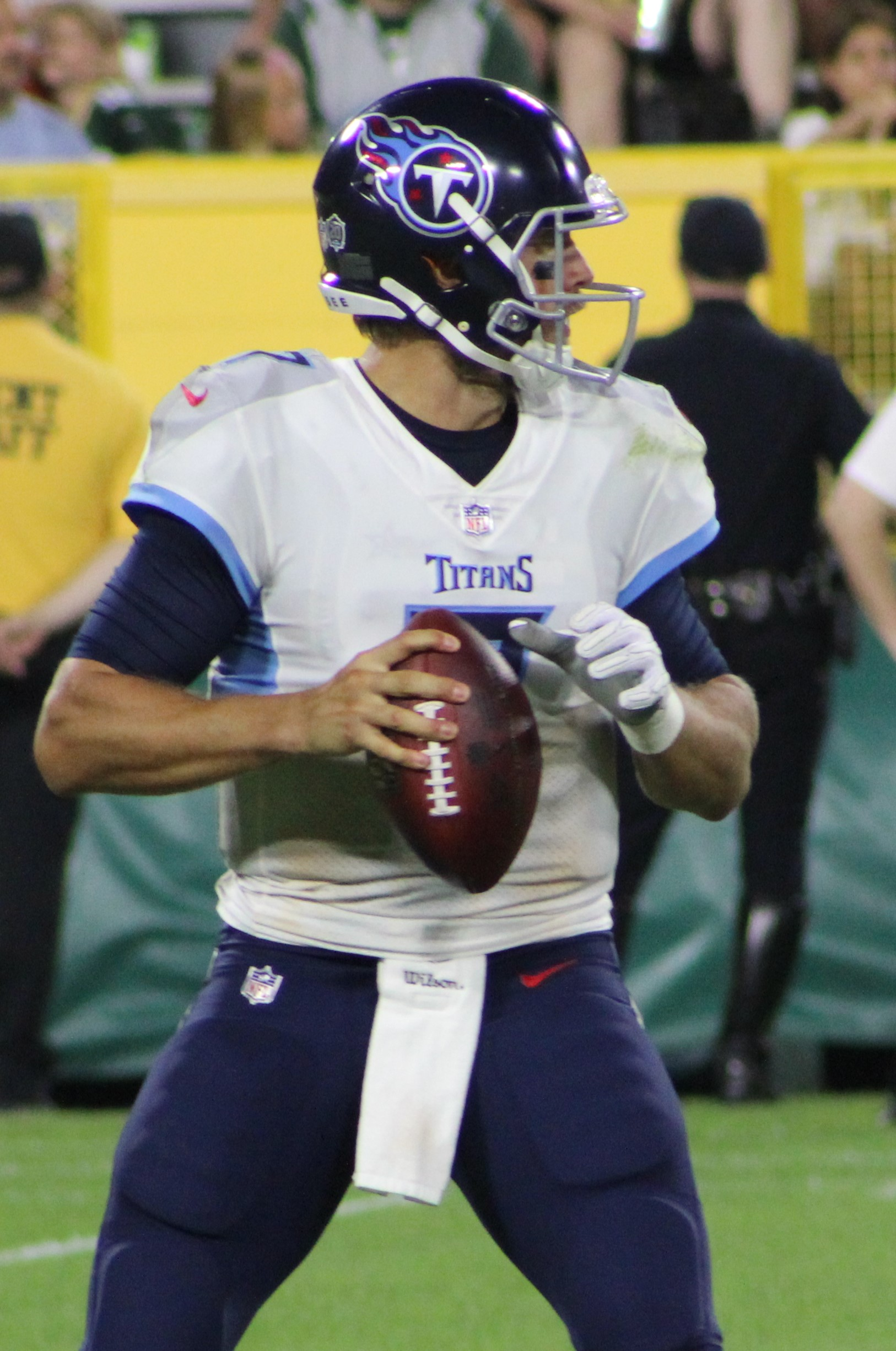
Gabbert im Dress der Titans

Als Free Agent wechselte Blaine Gabbert am 27. März 2018 zu den Tennessee Titans.

### Tampa Bay Buccaneers
Ende März 2019 verpflichteten die Tampa Bay Buccaneers Gabbert für ein Jahr. In der NFL-Saison 2020 kam Gabbert in 4 Spielen zum Einsatz, warf zwei Touchdowns und keine Interceptions. Am Ende der Saison gewann Gabbert mit den Tampa Bay Buccaneers den Super Bowl LV.

### Kansas City Chiefs
Nach vier Jahren bei den Buccaneers nahmen die Kansas City Chiefs Gabbert unter Vertrag.